# Neoconocephalus fratellus
Neoconocephalus fratellus är en insektsart som först beskrevs av Griffini 1899.  Neoconocephalus fratellus ingår i släktet Neoconocephalus och familjen vårtbitare. Inga underarter finns listade i Catalogue of Life.